# Anthrenoides jordanensis
Anthrenoides jordanensis là một loài Hymenoptera trong họ Andrenidae. Loài này được Urban mô tả khoa học năm 2007.